# آمونیوم تتراتیومولیبدات
آمونیوم تتراتیومولیبدات (به انگلیسی: Ammonium tetrathiomolybdate) با فرمول شیمیایی H۸N۲MoS۴ یک ترکیب شیمیایی است. که جرم مولی آن ۲۶۰٫۲۸ g/mol می‌باشد. شکل ظاهری این ترکیب، بلورهای قرمز است.